# Turaclı
Turaclı è un comune dell'Azerbaigian situato nel distretto di Qax. Conta una popolazione di 992 abitanti.